# ماكدونيل دوغلاس إم دي 500 ديفيندر
ماكدونيل دوغلاس إم دي 500 ديفايندر (بالإنجليزية: McDonnell Douglas MD 500 Defender)‏ هي مروحية خفيفة متعددة المهام، بنيت استنادا على مروحية إم دي 500 أنتجت في 1976 بالولايات المتحدة. من صناعة هيوز للمروحيات ومروحيات إم دي. تستخدم بشكل أساسي من قبل جيش كوريا الجنوبية. كان أول طيران لها في 1976. ومازالت في الخدمة حتى الآن. صنع منها 471 طائرة.
وماكدونيل دوغلاس MD 500 مروحية أنظمة الدفاع هو متعدد الأدوار ضوء هليكوبتر عسكرية على أساس MD 500 مروحية خفيفة متعددة الأغراض.

## المستخدمون
- جيش كوريا الجنوبية
- القوة الجوية العراقية
- القوات الجوية الإسرائيلية